# Nanna inermis
Nanna inermis är en tvåvingeart som först beskrevs av Becker 1894.  Nanna inermis ingår i släktet Nanna och familjen kolvflugor. Arten är reproducerande i Sverige. Inga underarter finns listade i Catalogue of Life.